# Drużynowe Mistrzostwa Polski na Żużlu 2000
Drużynowe Mistrzostwa Polski na Żużlu 2000 – 53. edycja drużynowych mistrzostw Polski, organizowanych przez Polski Związek Motorowy (PZM) oraz Ekstraligę Żużlową Sp. z o.o. W sezonie 2000 po reformie rozgrywek mistrzostwa podzielono na trzy ligi: Ekstraligę, Pierwszą i Drugą ligę. Do rozgrywek Ekstraligi oraz pierwszej ligi przystąpiło osiem zespołów, natomiast w drugiej lidze walczyło siedem drużyn.
Zwycięzca najwyższej klasy rozgrywkowej (Ekstraligi) zostaje Drużynowym Mistrzem Polski na Żużlu w sezonie 2000. Obrońcą tytułu z poprzedniego sezonu jest Polonia Piła. W tym sezonie triumfowała Polonia Bydgoszcz.

## Ekstraliga
| Poz. | Klub                               | Pkt. | Z  | R | P  | +/−  |
| ---- | ---------------------------------- | ---- | -- | - | -- | ---- |
| 1    | Polonia Bydgoszcz                  | 29   | 14 | 1 | 5  | +111 |
| 2    | Ludwik Polonia Piła                | 26   | 11 | 4 | 5  | +35  |
| 3    | Pergo Gorzów Wielkopolski          | 19   | 9  | 1 | 10 | +38  |
| 4    | Apator Netia Toruń                 | 14   | 6  | 2 | 12 | –85  |
| 5    | WTS Atlas Wrocław                  | 19   | 8  | 3 | 9  | +11  |
| 6    | Radson Malma Włókniarz Częstochowa | 19   | 9  | 1 | 10 | –9   |
| 7    | Unia Leszno                        | 18   | 9  | 0 | 11 | –80  |
| 8    | Lotos Wybrzeże Gdańsk              | 16   | 8  | 0 | 12 | –21  |

## Pierwsza Liga
| Poz. | Klub                                | Pkt. | Z  | R | P  | +/−  |
| ---- | ----------------------------------- | ---- | -- | - | -- | ---- |
| 1    | ZKŻ Polmos Zielona Góra             | 28   | 14 | 0 | 6  | +123 |
| 2    | GKM Kuntersztyn Quick-Mix Grudziądz | 25   | 12 | 1 | 7  | +84  |
| 3    | RKM Rybnik                          | 22   | 11 | 0 | 9  | +6   |
| 4    | Kker Stal Rzeszów                   | 19   | 9  | 1 | 10 | +60  |
| 5    | Start Gniezno                       | 20   | 9  | 2 | 9  | +26  |
| 6    | TŻ Noban Opole                      | 18   | 9  | 0 | 11 | –51  |
| 7    | ŁTŻ Inter Commerce Łódź             | 16   | 8  | 0 | 12 | –166 |
| 8    | Iskra Ostrów Wielkopolski           | 12   | 5  | 2 | 13 | –82  |

## Druga Liga
| Poz. | Klub                 | Pkt. | Z  | R | P  | +/−  |
| ---- | -------------------- | ---- | -- | - | -- | ---- |
| 1    | Kolejarz Rawicz      | 20   | 10 | 0 | 2  | +163 |
| 2    | Unia Tarnów          | 20   | 10 | 0 | 2  | +202 |
| 3    | ŻKS Krosno           | 16   | 8  | 0 | 4  | +123 |
| 4    | Gwardia Warszawa     | 10   | 5  | 0 | 7  | –78  |
| 5    | Śląsk Świętochłowice | 10   | 5  | 0 | 7  | –13  |
| 6    | LKŻ Lublin           | 6    | 3  | 0 | 9  | –118 |
| 7    | Wanda Kraków         | 2    | 1  | 0 | 11 | –279 |

## Baraże

### Ekstraliga i Pierwsza Liga
|        | Unia Leszno 7. miejsce w Ekstralidze | 113:67 | GTŻ Grudziądz 2. miejsce w I Lidze |
| ------ | ------------------------------------ | ------ | ---------------------------------- |
| 8 paź  | Grudziądz                            | 37:53  | Leszno                             |
| 15 paź | Leszno                               | 60:30  | Grudziądz                          |

### Pierwsza Liga i Druga Liga
|        | ŁTŻ Łódź 7. miejsce w I lidze | 111:68 | Unia Tarnów 2. miejsce w II Lidze |
| ------ | ----------------------------- | ------ | --------------------------------- |
| 8 paź  | Tarnów                        | 37:53  | Łódź                              |
| 15 paź | Łódź                          | 58:31  | Tarnów                            |